# John Melton
John Melton (* vor 1609; † 1640) war ein englischer Händler, Schriftsteller und Politiker.

## Leben
John Melton wurde 1635 vom englischen König Karl I. zum Sekretär des Council of the North berufen. In dieser Funktion wurde er Bewahrer des großen Siegels von Nordengland.
John Melton war dreimal verheiratet, erstmals mit Elizabeth der Witwe von Ferdinando Heyborne, mit der er vier Kinder zeugte. Dann mit Catherine, eine Tochter von Alan Currance, mit der er drei Söhne und eine Tochter zeugte, seine dritte Frau war Margaret, Witwe von Samuel Aldersey.
In seinem Todesjahr 1640 wurde er zum Mitglied des Parlaments von Newcastle upon Tyne gewählt.

## Werke
- A Six-Folde Politician. 1609.
- Astrologaster. 1620 (Ein satirisches Stück, das sich gegen die Astrologie wendet).